# Klassebåd
En klassebåd (eller klasset båd) er enhver form for båd (jolle, entypebåd eller klassebåd) for hvilken der af en organisation/national myndighed er udstedt et klassebevis/målebrev.
I modsætning til entypebåde kan klassebådene være forskellige, selvom de tilhører samme klasse.
 Der er for få eller ingen kildehenvisninger i denne artikel, hvilket er et problem. Du kan hjælpe ved at angive troværdige kilder til de påstande, som fremføres i artiklen.